# Temple Guangren
 (février 2015).
Si vous disposez d'ouvrages ou d'articles de référence ou si vous connaissez des sites web de qualité traitant du thème abordé ici, merci de compléter l'article en donnant les références utiles à sa vérifiabilité et en les liant à la section « Notes et références ».
Le temple Guangren (chinois simplifié : 广仁寺 ; chinois traditionnel : 廣仁寺 ; pinyin : guǎngrén sì) est un temple lamaïque de la ville de Xi'an, dans la province du Shaanxi, en République populaire de Chine, crée aux environs de 1703 à 1705, par l'empereur Kangxi.